# Trevon Scott
Trevon «Tre» Scott (Brunswick, Georgia, 25 de noviembre de 1996) es un baloncestista estadounidense que pertenece a la plantilla de los Long Island Nets de la G League. Con 2,03 metros de estatura, juega en la posición de alero.

## Trayectoria deportiva

### Universidad
Jugó cuatro temporadas con los Bearcats de la Universidad de Cincinnati, en las que promedió 6,6 puntos, 5,7 rebotes y 1,3 asistencias por partido. En su último año, Scott promedió 11,4 puntos, 10,5 rebotes, 2,2 asistencias y 1,5 robos por partido, lo que le valió para ser incluido en el mejor quinteto de la American Athletic Conference, y ser elegido mejor jugador defensivo y jugador más mejorado del año de la conferencia.

#### Estadísticas
| Año     | Equipo     | PJ       | PT       | MPP      | %TC      | %3P      | %TL      | RPP      | APP      | ROB      | TPP      | PPP      |
| ------- | ---------- | -------- | -------- | -------- | -------- | -------- | -------- | -------- | -------- | -------- | -------- | -------- |
| 2015–16 | Cincinnati | Redshirt | Redshirt | Redshirt | Redshirt | Redshirt | Redshirt | Redshirt | Redshirt | Redshirt | Redshirt | Redshirt |
| 2016–17 | Cincinnati | 34       | 0        | 10.5     | .500     | .333     | .500     | 2.6      | .6       | .5       | .4       | 3.1      |
| 2017–18 | Cincinnati | 36       | 0        | 12.5     | .554     | .000     | .596     | 3.6      | .9       | .4       | .2       | 3.1      |
| 2018–19 | Cincinnati | 35       | 35       | 30.6     | .472     | .308     | .667     | 6.9      | 1.5      | .8       | .5       | 9.3      |
| 2019–20 | Cincinnati | 30       | 30       | 33.7     | .493     | .288     | .613     | 10.5     | 2.2      | 1.5      | .8       | 11.4     |
| Total   | Total      | 135      | 65       | 21.4     | .492     | .294     | .616     | 5.7      | 1.3      | .8       | .5       | 6.6      |

### Profesional
Tras no ser elegido en el Draft de la NBA de 2020, firmó con Leones de Ponce de la Baloncesto Superior Nacional de Puerto Rico (BSN) el 18 de octubre de 2020. Allí promedió 13,8 puntos y 7,4 rebotes por partido.
El 16 de diciembre de 2020 firmó con los Utah Jazz de la NBA, pero fue despedido antes del comienzo de la temporada y asignado a su filial de la NBA G League, los Salt Lake City Stars.
En agosto de 2021, Scott se unió a los Cleveland Cavaliers para disputar la NBA Summer League, y el 8 de septiembre fue contratado por la franquicia. Sin embargo, fue despedido una semana después. El 23 de octubre, firmó con los Cleveland Charge. En diez partidos, promedió 14,1 puntos, 6,0 rebotes, 2,4 asistencias y 1,3 robos en 34,4 minutos por partido.
El 22 de diciembre de 2021, Scott firmó con los Cleveland Cavaliers en un contrato de 10 días, tras el cual fue readquirido por los Charge.
El 29 de junio de 2022 fichó por el Fos Provence Basket de la LNB Pro A francesa.

## Estadísticas de su carrera en la NBA

### Temporada regular
| Año     | Equipo    | PJ | PT | MPP | %TC  | %3P  | %TL  | RPP | APP | ROB | TPP | PPP |
| ------- | --------- | -- | -- | --- | ---- | ---- | ---- | --- | --- | --- | --- | --- |
| 2021-22 | Cleveland | 2  | 0  | 2.5 | .500 | .000 | .000 | 1.0 | .0  | .5  | .5  | 3.0 |
| Total   | Total     | 2  | 0  | 2.5 | .500 | .000 | .000 | 1.0 | .0  | .5  | .5  | 3.0 |